# MV Tenyo Maru (1935)
Le Tenyo Maru est un cargo de 6 843 tonneaux construit par Mitsubishi, à Nagasaki, pour la Toyo Kisen Kabushiki Kaisha en 1935. 
Il fut affrété à Mitsui et emprunta la route de New York jusqu'à sa réquisition le 9 septembre 1941 par la marine impériale japonaise pendant la Seconde Guerre mondiale et converti en mouilleur de mines au chantier naval Harima jusqu'au 31 octobre 1941.
Affectée à la 19e division de mouilleur de mines de la 4e flotte, il débarqua notamment des troupes sur l'île de Makin. Dans le cadre de la flotte d'invasion de Rabaul, il transporta des matériaux de construction de base aérienne.

## Perte
Le 10 mars 1942, lors de l'invasion de Lae-Salamaua, le Tenyo Maru est touché par deux bombes de Douglas SBD Dauntless des porte-avions USS Lexington et USS Yorktown au cours duquel il se brise en deux et coule au large de Lae, en Nouvelle-Guinée. Le Tenyo Maru est rayé des listes de la marine le 1er avril 1942.
La proue du navire était encore visible au-dessus de l'eau, à l'extrémité de l'ancien aérodrome de Lae dans les années 1970.